# Reece Scarlett
Reese Scarlett, född 31 mars 1993 i Edmonton, Alberta, är en kanadensisk professionell ishockeyspelare (back) som spelar för Dinamo Riga i KHL.